# Skeletocutis azorica
Skeletocutis azorica är en svampart som först beskrevs av D.A. Reid, och fick sitt nu gällande namn av Jülich 1982. Skeletocutis azorica ingår i släktet Skeletocutis och familjen Polyporaceae.   Inga underarter finns listade i Catalogue of Life.